# Presa Old Mission
La Represa Old Mission (en inglés: Old Mission Dam) se encuentra en San Diego, California.  La Represa Old Mission se encuentra inscrito como un Hito Histórico Nacional en el Registro Nacional de Lugares Históricos desde el 15 de octubre de 1966.